# Love You till Tuesday (film)
Pour plus de détails, voir Fiche technique et Distribution.
Love You till Tuesday est un film musical réalisé en 1969 pour promouvoir les chansons de David Bowie. Il reste inédit jusqu'à sa sortie en VHS en 1984.

## Histoire
L'idée de tourner un film pour promouvoir les chansons de Bowie vient de son imprésario Kenneth Pitt à la suite d'une discussion avec le producteur de télévision allemand Günther Schneider. Ne parvenant pas à convaincre des investisseurs, Pitt finance lui-même le tournage. Le film présente huit chansons de Bowie, la plupart réenregistrées pour l'occasion, ainsi qu'une entièrement nouvelle, Space Oddity. Un numéro de mime intitulé The Mask est également inclus.
Le tournage de Love You till Tuesday prend place en janvier et février 1969. Devant la caméra, Bowie (qui porte une perruque, s'étant fait couper les cheveux pour son rôle dans le film Les Soldats vierges) est accompagné de sa petite amie Hermione Farthingale et de son ami John Hutchinson, dit « Hutch », avec qui il forme le trio folk Feathers. La relation amoureuse entre Bowie et Farthingale prend fin pendant le tournage.
Aucun distributeur n'étant intéressé par le film, Love You till Tuesday reste inédit jusqu'à sa sortie en VHS en 1984 chez Polygram. Sa bande originale, également intitulée Love You till Tuesday, est éditée chez Deram Records la même année. Le film est réédité au format DVD en 2005.

## Les chansons
- Love You till Tuesday
- Sell Me a Coat
- When I'm Five
- Rubber Band
- The Mask (A Mime)
- Let Me Sleep Beside You
- Ching-a-Ling
- Space Oddity
- When I Live My Dream